# BSV Ölper 2000
Der BSV Ölper 2000 ist ein Sportverein aus dem Braunschweiger Stadtteil Ölper in Niedersachsen. Die Vereinsfarben sind schwarz-weiß. Der BSV Ölper entstand im Jahr 2000 aus der Fusion der Vereine BSV 1922 Braunschweig und Sportfreunde Ölper.

## Geschichte

### Stammverein Braunschweiger SV 22
Der Braunschweiger SV 22 wurde am 8. August 1922 im Braunschweiger Lokal Petri Schänke gegründet. Von 1925 bis 1933 spielte die Fußballmannschaft des BSV in der damals zweithöchsten Spielklasse. Ab 1932 war der Verein an der Celler Straße beheimatet. Zur Einweihung seines neuen Sportplatzes empfing der BSV 22 am 5. Juni 1932 den Erstligisten Eintracht Braunschweig zu einem Freundschaftsspiel. Dabei unterlag der BSV der Eintracht vor rund 1.000 Zuschauern mit 0:10 (0:4).
Nach Ende des Zweiten Weltkriegs wurde der Verein zunächst als Ballspielverein von 1945 wiedergegründet, bevor man 1949 zum ursprünglichen Namen zurückkehrte. 1976 zog der BSV 22 von der Celler Straße auf die neuerrichtete Sportanlage am Biberweg in Ölper. Von 1994 bis 1996 sowie von 1997 bis 2000 spielte der BSV 22 in der fünftklassigen Niedersachsenliga Ost.

### Stammverein Sportfreunde Ölper
Die Sportfreunde Ölper wurden 1929 gegründet. Vor dem Zusammenschluss teilte sich der Verein die Sportanlagen am Biberweg mit dem späteren Fusionspartner BSV 22. Bekannt war der, im Herrenbereich meist unterklassig spielende, Verein im Fußball vor allem für seine Jugendabteilung, aus der mit Tobias Rau und Alexander Madlung gleich zwei spätere deutsche Nationalspieler hervorgingen.

### Nach der Fusion
| Saison                                                                   | Liga               | Platz | Tore   | Punkte |
| ------------------------------------------------------------------------ | ------------------ | ----- | ------ | ------ |
| 2000/01                                                                  | Landesliga BS (VI) | 1.    | 105:53 | 86     |
| 2001/02                                                                  | Nds.-Liga Ost (V)  | 11.   | 41:46  | 34     |
| 2002/03                                                                  | Nds.-Liga Ost (V)  | 11.   | 42:46  | 45     |
| 2003/04                                                                  | Nds.-Liga Ost (V)  | 10.   | 49:63  | 33     |
| 2004/05                                                                  | Nds.-Liga Ost (V)  | 9.    | 50:44  | 39     |
| 2005/06                                                                  | Nds.-Liga Ost (V)  | 13.   | 39:51  | 33     |
| 2006/07                                                                  | Nds.-Liga Ost (V)  | 10.   | 45:58  | 38     |
| 2007/08                                                                  | Nds.-Liga Ost (V)  | 12.   | 39:49  | 36     |
| 2008/09                                                                  | OL Nds. Ost (V)    | 10.   | 51:52  | 44     |
| 2009/10                                                                  | OL Nds. Ost (V)    | 16.   | 28:63  | 23     |
| 2010/11                                                                  | Landesliga BS (VI) | 15.   | 55:79  | 36     |
| 2011/12                                                                  | BZL BS 2 (VII)     | 1.    | 98:28  | 82     |
| 2012/13                                                                  | Landesliga BS (VI) | 13.   | 42:55  | 35     |
| 2013/14                                                                  | Landesliga BS (VI) | 6.    | 55:56  | 46     |
| 2014/15                                                                  | Landesliga BS (VI) | 4.    | 63:54  | 50     |
| BS = Braunschweig, Nds. = Niedersachsen OL = Oberliga, BZL = Bezirksliga |                    |       |        |        |

Die erste Fußballmannschaft der Männer schaffte in der ersten Spielzeit nach der Fusion 2001 die sofortige Rückkehr in die fünftklassige Niedersachsenliga-Ost, aus welcher der BSV 22 in der Saison 1999/2000 abgestiegen war. Dieser Spielklasse (durch die Auflösung der Oberliga Nord nach Ende der Saison 2007/08 zwischenzeitlich in Oberliga Niedersachsen-Ost umbenannt) gehörte man bis 2010 ununterbrochen an. Die Qualifikation für die zur Saison 2010/11 neugeschaffene, eingleisige Oberliga Niedersachsen verpasste der Verein 2010 als Tabellensechzehnter deutlich. 2011 stieg der BSV zum zweiten Mal in Folge ab, diesmal aus der Landesliga Braunschweig. Im Jahre 2012 gelang, nach einem Jahr in der Bezirksliga, der Wiederaufstieg in die Landesliga. 2018 stieg der BSV Ölper wieder in die Bezirksliga ab und wurde in der folgenden Saison 2018/19 in die Kreisliga Braunschweig durchgereicht.

### Persönlichkeiten
- Özkan Koçtürk, ehemaliger Profi u. a. bei Eintracht Braunschweig, Fenerbahçe Istanbul und Altay İzmir[7]
- Detlef Linder, spielte in der Jugend beim Vorgängerverein BSV 22, später Profi bei Eintracht Braunschweig
- Alexander Madlung, spielte in der Jugend beim Vorgängerverein SF Ölper
- Tobias Rau, spielte in der Jugend beim Vorgängerverein SF Ölper
- Heinz-Günter Scheil, ehemaliger Profi bei Eintracht Braunschweig, trainierte den BSV Ölper von 2004 bis 2007
- Sven Scholze, ehemaliger Profi bei Eintracht Braunschweig
- Holger Wehlage, ehemaliger Profi u. a. beim FC St. Pauli, Werder Bremen und Eintracht Braunschweig, 2009/10 Spielertrainer beim BSV Ölper

## Weitere Abteilungen
Neben der Fußballabteilung gibt es im BSV Ölper 2000 Abteilungen für Badminton, Gymnastik, Schwimmen und Tennis. Bis 2015 bestand auch eine Handballabteilung.